# Crock
Crock ist ein Ortsteil der Gemeinde Auengrund im Landkreis Hildburghausen im Süden von Thüringen.

## Geografie
Crock liegt am Südhang des Thüringer Waldes auf 450–480 m über NN und zählt rund 1000 Einwohner. Auf dem nördlich des Dorfes gelegenen, ca. 530 m hohen Irmelsberg steht die St. Veits-Kirche. Nach Nordosten hin geht der Irmelsberg in den Klingeberg (677 m) über, der seinerseits ein Vor-Gipfel 760–842 m hoher Berge ist, die sich nordöstlich anschließen.

## Geschichte
Die 1152 erstmals als Cracte (Taleinschnitt) urkundlich erwähnte Ortschaft hat ihren Ursprung vermutlich mit der frühzeitlichen Kultstätte auf dem Irmelsberg, wo wohl seit der Christianisierung eine Kapelle bestand, die 1489 durch die heute noch bestehende Kirche ersetzt wurde und bis zur Reformation Ziel von Wallfahrten war. Der unterhalb der Kirche liegende Ort kam bei seiner ersten Erwähnung im 12. Jahrhundert vom Kloster Banz und dem Hochstift Bamberg in den Besitz der Grafen von Henneberg, die später einen Teil an das Kloster Sonnefeld abtraten.
Im Dreißigjährigen Krieg wurde etwa die Hälfte der Gebäude des Ortes zerstört. Ab der Mitte des 17. Jahrhunderts gab es erfolglose Versuche des Goldwaschens und des Eisenbergbaus in Crock. Der Bergbau erlangte ab dem 18. Jahrhundert dann doch mit dem Abbau von Steinkohle an Bedeutung, der bis nach 1900 betrieben wurde.
Am 1. Juli 1950 wurde die bis dahin eigenständige Gemeinde Oberwind eingegliedert.
Am 1. Januar 1996 wurde Crock in die Einheitsgemeinde Auengrund eingemeindet.

## Sehenswürdigkeiten
- Die Kirche St. Veit in Crock ist eine spätgotische Wehrkirche.
- Die vom Thüringerwald-Verein 1927 errichtete Bank-Otto-Ruh am Irmelsberg trägt den Namen zu Ehren von Jacob Otto.
- Weitere historische Sehenswürdigkeiten des Ortes sind unter anderem zwei Gedenksteine (Steinkreuze) und der Irmelsbrunnen.

## Vereine
Im Ort herrscht ein reges Vereinsleben.

## Verkehr

### Straßenverkehr
Crock verfügt über eine gute Verkehrsanbindung durch die Nähe zur Bundesstraße 281 und der Bundesautobahn 73. Westlich von Eisfeld trifft die Bundesstraße 281 zudem auf die Bundesstraße 89.

### Öffentlicher Personennahverkehr (Bus)
Durch Crock verlaufen derzeit sieben Buslinien der WerraBus GmbH.

### Schienenverkehr
Der nächstgelegene Regionalbahnhof befindet sich in Eisfeld. Dieser wird derzeit nur von der Regionalbahnlinie RB41 der Süd-Thüringen-Bahn bedient.
- RB41: Eisenach – Meiningen – Hildburghausen – Eisfeld – Sonneberg – Neuhaus am Rennweg

Die beiden nächstgelegenen Fernbahnhöfe mit Anschluss an das ICE-Netz befinden sich in Coburg und Erfurt. Der Fahrplan der Express-Linie 205 ist mit den ICE-Halten am Bahnhof Coburg abgestimmt.

### Luftverkehr
Der nächstgelegene internationale Flughafen ist der ca. 100 km entfernte Flughafen Erfurt-Weimar.

## Gewerbe
Das Gewerbegebiet Im Häger umfasst eine Fläche von ca. 33 ha.

## Persönlichkeiten
- Friedrich Eduard Freiherr von Oberländer (1807–1879), Jurist und Politiker
- Franz Bauer (1923–2001), Forstmann und Journalist
- Hans Hartleb (* 1951), Nordischer Kombinierer